# Repudiacja długu
Repudiacja (łac. repudiatio – odtrącenie, z repudium – odtrącenie, rozwód) – sytuacja, gdy władze publiczne spontanicznie i jednostronnie deklarują odmowę honorowania długów spowodowaną niewypłacalnością co do całości lub części zobowiązań, bez konsultowania tego z wierzycielami.
Ważne jest rozróżnienie pomiędzy wstrzymaniem płatności a repudiacją. Gdy państwo nie jest w stanie obsługiwać długu, czyli inaczej spłacać kapitału i odsetek to wstrzymuje płatności. Zjawisko to jest z reguły tymczasowe, aż do uzyskania przez państwo płynności. Repudiacja jest odmową spłacenia długu, czyli uznanie go za niebyt.
W praktyce wyraźne przykłady repudiacji są rzadkie, ze względu na trudność w określeniu czy państwo jest niewypłacalne, czy pozbawione płynności.
Historia pokazała, że głównymi przyczynami repudiacji było wstrzymanie płatności związane z rewolucjami, wojnami i niepokojami społecznymi (rewolucja meksykańska, rewolucja rosyjska, upadek Imperium Osmańskiego), ale również często repudiacja wywoływała te zjawiska (rewolucja październikowa).

## Konsekwencje
Państwa niezdolne do spłacenia długów muszą stawić czoło konsekwencjom repudiacji. Z reguły stosowane są następujące działania wobec dłużnika:
- zajmowanie majątku należącego do dłużnika, tzw. „zamrażanie dłużnika” (rezerwy złota państwowego, państwowej floty lotniczej, kolejowej itp.)
- przejmowanie wpływów z eksportu, gdy przechodzą przez ręce banku wierzycielskiego
- uniemożliwienie dostępu do rynków kapitałowych, zwłaszcza do kredytów handlowych
- ograniczenia nałożone na import z kraju zadłużonego

## Przykłady
- Grecja, Turcja, Egipt, Kraje Ameryki Łacińskiej w latach 50. XIX w. wobec USA,
- Po rewolucji meksykańskiej, rosyjskiej, upadku Imperium Osmańskiego na początku XX w.
- Państwa Ameryki Łacińskiej, większość krajów Europy Wschodniej, Turcja i Chiny, lata 30. XX w.
- Japonia 1941 r., 1952 r.
- Niemcy, Hiszpania, Filipiny XX w.